# Limenitis leucerioides
Limenitis leucerioides är en fjärilsart som beskrevs av Beutelspacher 1975. Limenitis leucerioides ingår i släktet Limenitis och familjen praktfjärilar. Inga underarter finns listade i Catalogue of Life.